# Valeriana sitchensis
Valeriana sitchensis là một loài nữ lang tiếng Anh thường gọi là Sitka valerian. Đây là loài bản địa của vùng tây bắc Bắc Mỹ từ Alaska và phía bắc Canada tới Montana và tới phía bắc California, môi trường sinh sống của chúng khá đa dạng, trong đó có các vùng rừng ẩm trên núi. Tại các cánh đồng trên sườn đồi, chúng thường là những cây mọc phổ biến nhất. Đây là loài thảo mộc thân rễ sống lâu năm, cành mọc vươn thẳng và chắc và dài đến 70 xăngtimét, đôi khi tới hơn một mét. Lá có nhiều hình dạng và kích thước, thuỳ lá thường sâu hoặc gồm vài lá chét. Hoa mọc thành cụm các hoa có màu trắng tới hồng tía, rộng dưới 1 xăngtimét. Mỗi hoa có 5 tràng hoa và ba sợi nhị nhô ra ở giữa.

## Hình ảnh

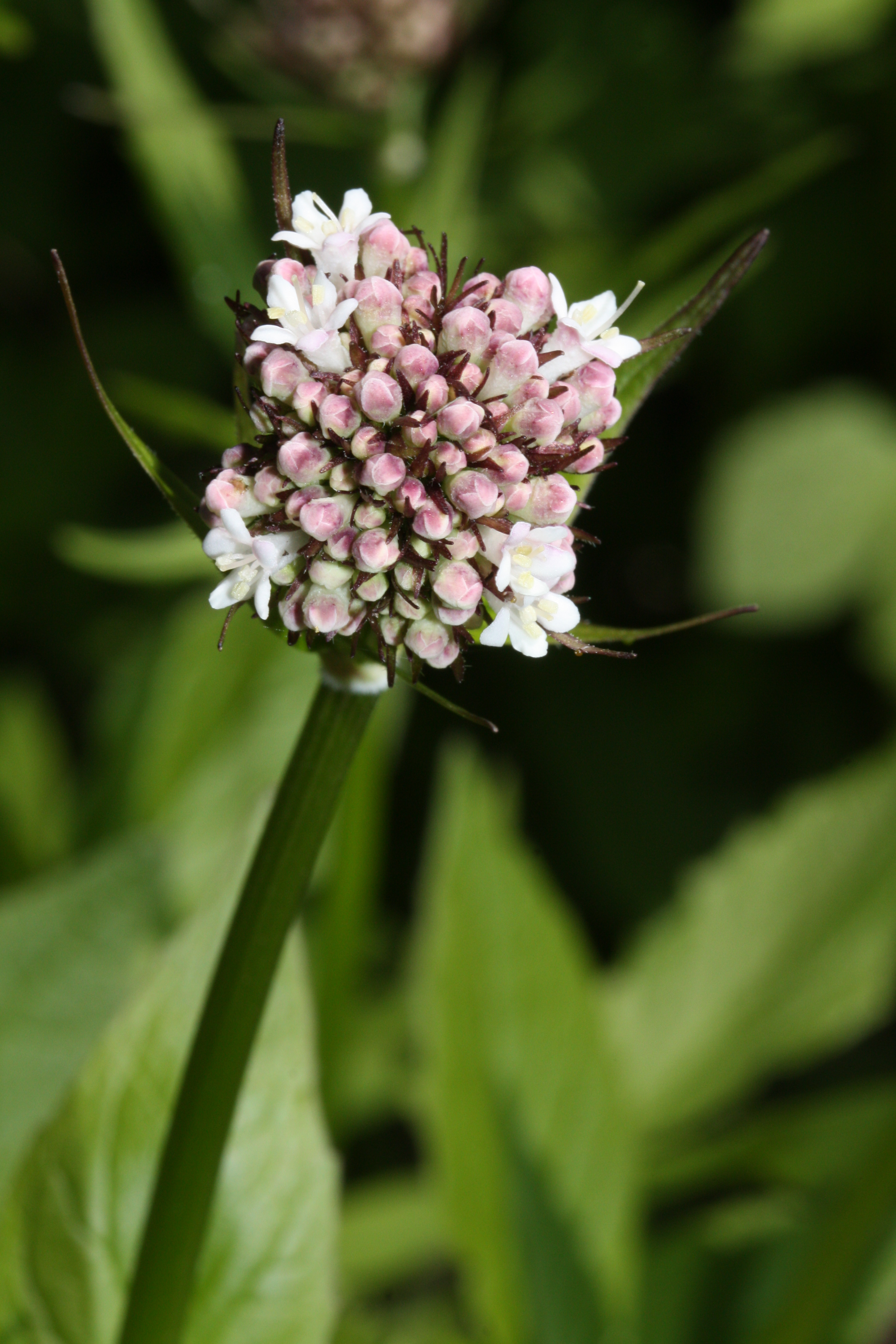
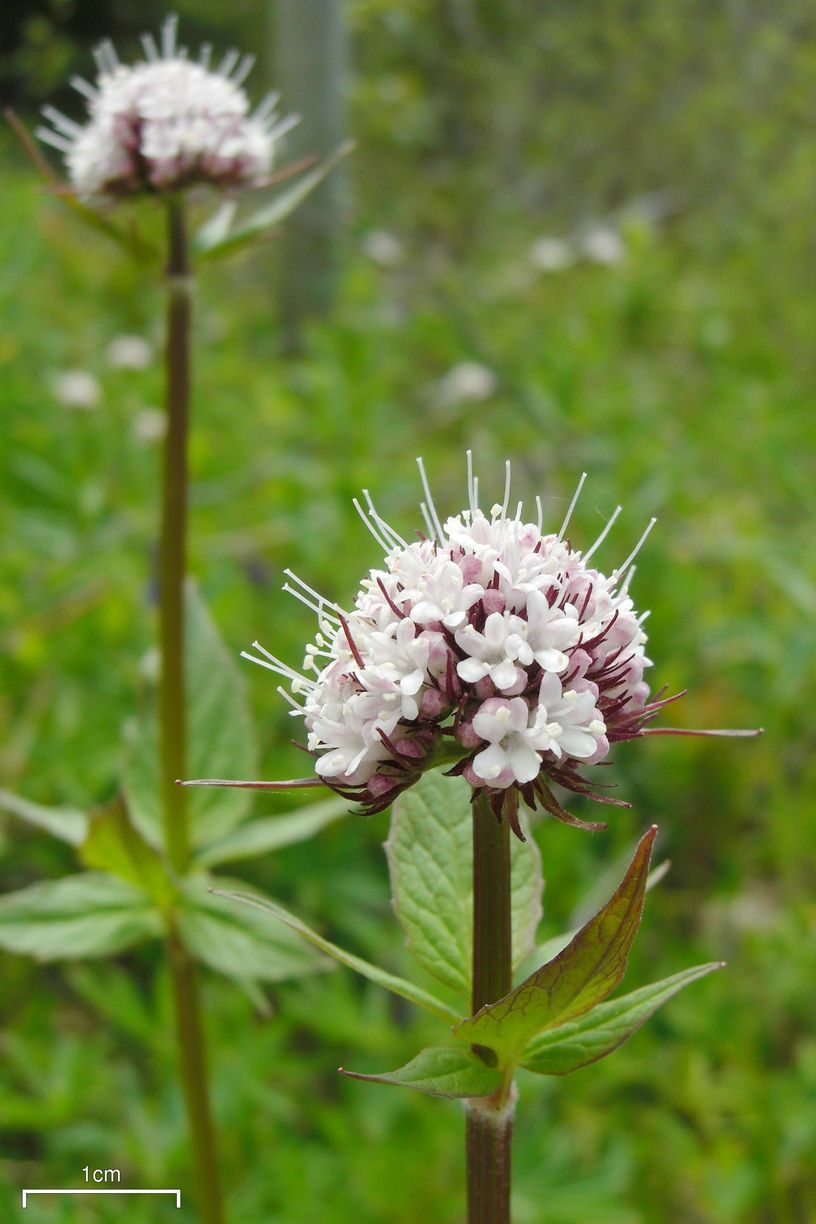
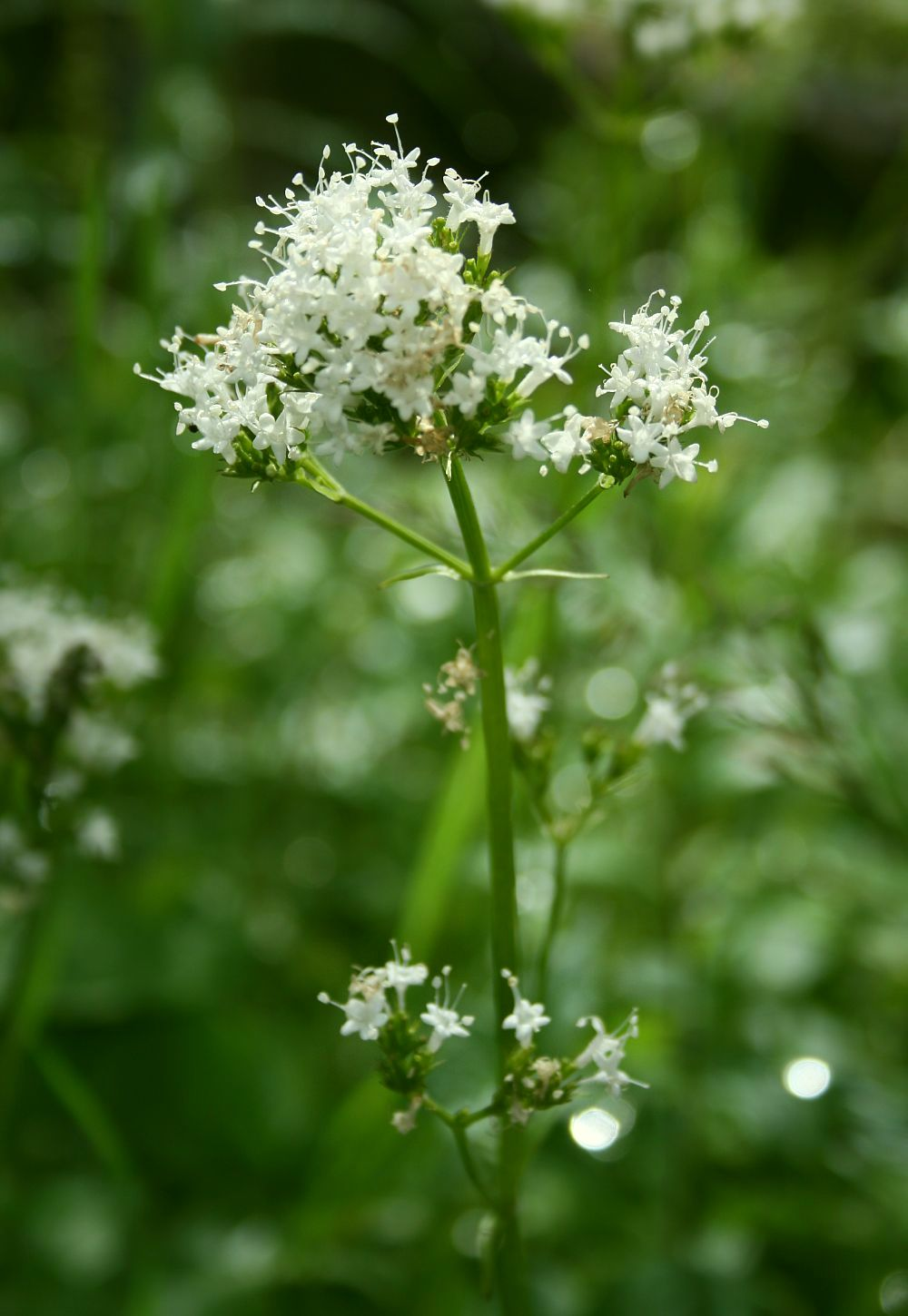
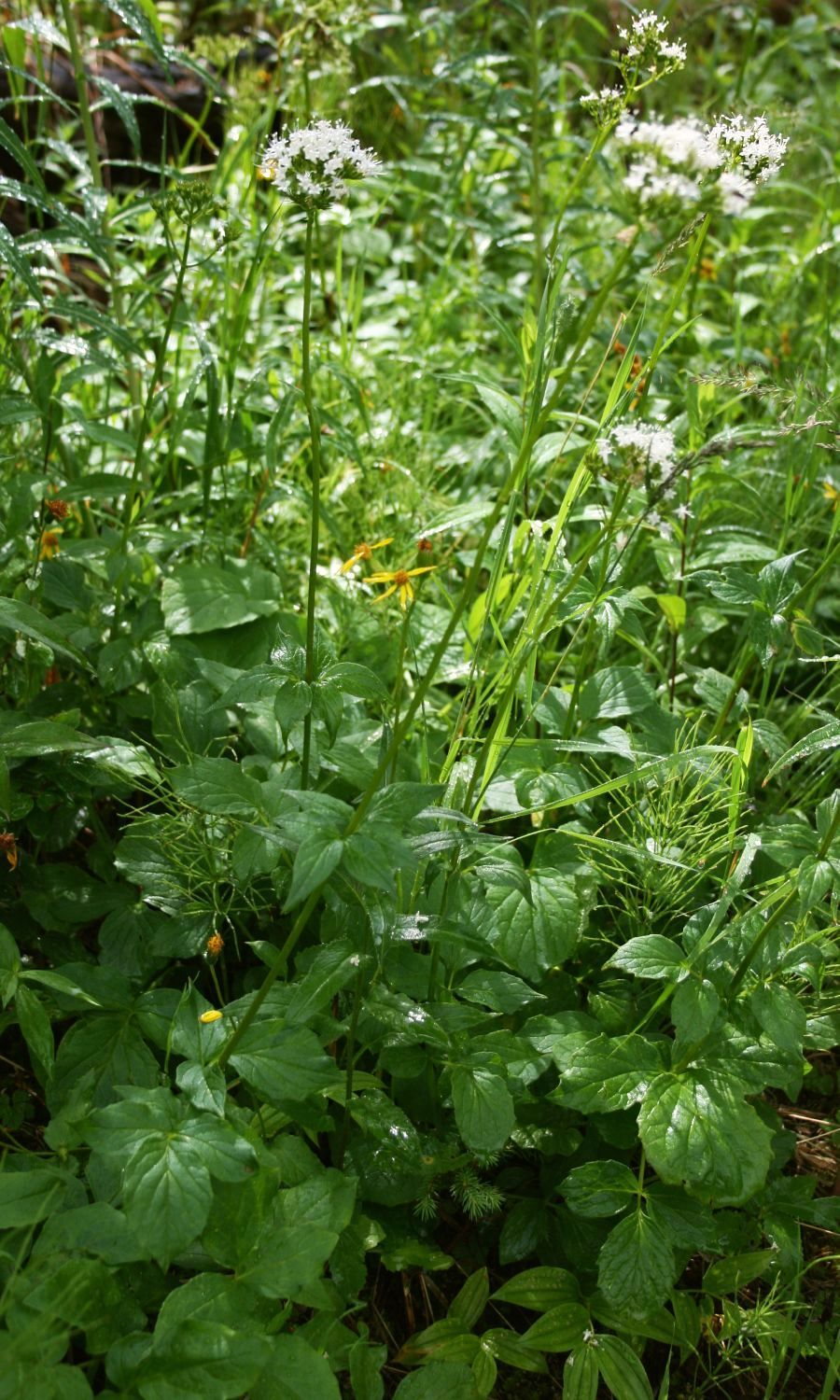